# キング・アブドラアジズ飛行場
キング・アブドラジズ空軍基地 （キング・アブドラジズくうぐんきち、英: King Abudlaziz Air Base）は、サウジアラビア東部州ダーランにあるサウジアラビア空軍の飛行場。

## 配置部隊
- 第3航空団
  - 第13飛行隊（F-15C/D）
  - 第44飛行隊（ベル 412EP
  - 第92飛行隊（F-15S）
- 第11航空団
  - 第7飛行隊（トーネード IDS）
  - 第35飛行隊（ジェットストリーム 31）
  - 第75飛行隊（トーネード IDS）
  - 第83飛行隊（トーネード IDS）